# Fiodor Loujine
Fiodor Fiodorovitch Loujine (en russe : Федор Федорович Лужин), né vers 1695 et mort en 1727, est un géodésien, explorateur et cartographe russe.

## Biographie
Élève avec Ivan Yevreinov de la toute nouvelle Moscow School of Mathematics and Navigation et de la classe de géodésie de l'Académie navale de Saint-Pétersbourg, il est sélectionné avec Yevreinov par Pierre Ier, en parallèle de la mission officielle de Daniel Gottlieb Messerschmidt pour une mission secrète au Kamtchatka et aux îles Kouriles qu'ils doivent cartographier dans le but de vérifier si l'Amérique et l'Asie sont reliées. De 1719 à 1721, les deux hommes explorent ainsi la Sibérie mais malgré un travail de cartographie d'ampleur, ne parviennent pas à démontrer le lien entre les deux continents. Malade, Luzhin reste en Sibérie qu'il arpente dans sa partie est puis est engagé en 1725 par Vitus Béring lors de sa première expédition au Kamtchatka. Il meurt durant ce périple.
La baie de Loujine a été nommée en son honneur,.